# Kuopio (stacja kolejowa)
Kuopio – stacja kolejowa w Kuopio, w prowincji Finlandia Wschodnia, w Finlandii. Dworzec znajduje się przy ulicy Asemakatu, około 400 m w linii prostej od głównego rynku miasta. Stacja położona jest 464,6 km na północny wschód od dworca centralnego w Helsinkach. Stacja została otwarta w 1889. Znajdują się tu 2 perony.
Aktualny budynek dworca został otwarty w 1932.